# Simochromis margaretae
Simochromis margaretae är en fiskart som beskrevs av Axelrod och Harrison, 1978. Simochromis margaretae ingår i släktet Simochromis och familjen Cichlidae. IUCN kategoriserar arten globalt som sårbar. Inga underarter finns listade i Catalogue of Life.